# Комплекс виробництва добрив у Самарканді
Комплекс виробництва добрив у Самарканді — виробничий майданчик у центральній частині Узбекистану.
Перший цех Самаркандського суперфосфатного заводу (який згодом став Самаркандським хімічним заводом) ввели в дію у 1955 році (втім, певна діяльність на майданчику могла відбуватись і раніше, тому можливо зустріти дату появи заводу як 1948 рік). Технологічний процес включав виробництво сульфатної кислоти методом спалювання піритів та подальший випуск суперфосфату шляхом розкладу фосфоритів зазначеною кислотою. В якийсь момент також організували випуск супутніх продуктів — селенового шламу (шляхом уловлювання з газів від спалювання піритів) та кремнефтористого натрію.
Наприкінці 1960-х узялись за модернізацію заводу, що передбачала перехід на випуск концентрованих фосфорних добрив зі збільшенням потужності удвічі. При цьому відомо, що станом на кінець 1990-х проєктний річний показник заводу становив 950 тисяч тонн сульфатної кислоти, 273 тисячі тонн екстракційної фосфорної кислоти та 226 тисяч тонн амофосу (фосфат амонію, який потребує фосфатної кислоти та аміаку). Також є відомості, що з початку 1990-х на заводі впровадили технологію отримання сульфофосфату кальцію.
Фосфати для Самаркандського заводу традиційно постачали з казахського Каратауського фосфоритоносного басейну (рудники Чулактау, Жанатас), а з 1998-го стали можливі поставки концентрату з Кизилкумського фосфоритного комплексу.
У 2020-му новим власником стала компанія Ferkensco Management. Враховуючи, що завод був у поганому стані, вирішили звести на його майданчику майже повністю нове виробництво добрив, розраховане на випуск 370 тисяч тонн моноамонійфосфату та 540 тисяч тонн комплексного азотно-фосфорно-калійного добрива на рік. При цьому нове виробництво сульфатної кислоти мало використовувати технологію спалювання сірки з утилізацією тепла для виробництва електроенергії. Як засвідчують дані геоінформаційних систем, станом на 2024 рік на майданчику заводу вже виконано великий обсяг будівельних робіт.